# УВЧ-терапия

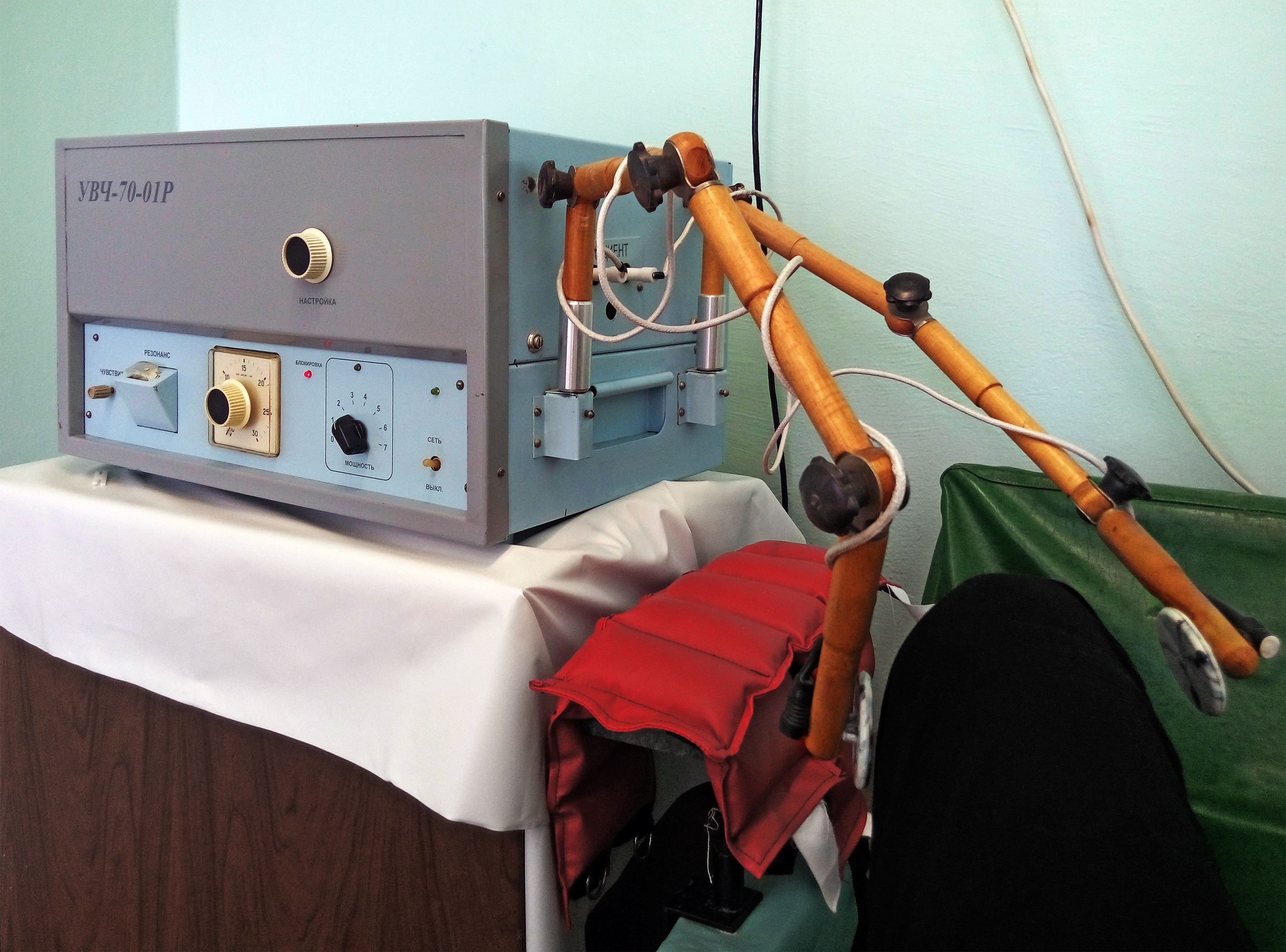
Аппарат УВЧ-терапии УВЧ-70-01Р

УВЧ-терапия — методика физиотерапии, не имеющая достаточных научных доказательств эффективности, в основе которой лежит воздействие на организм пациента высокочастотного электромагнитного поля с частотой электромагнитных колебаний 40,68 МГц либо 27,12 МГц. В ходе взаимодействия c испускаемого физиотерапевтическим аппаратом электромагнитного поля и организма больного образуется два вида электрического тока. В структурах, обладающих относительно высокой электропроводностью (кровь, лимфа, моча и ткани, имеющие хорошее кровоснабжение) заряженные частицы совершают колебания с частотой колебания этого поля. При этом в названных структурах возникает ток проводимости. Колебание частиц происходит в вязкой среде, поэтому возникает поглощение энергии, связанное с преодолением сопротивления этой среды. Это поглощение энергии носит название омических потерь. Поглощённая тканями организма энергия выделяется в виде тепла.  
В тканях, по своим электрическим свойствам близко стоящим к диэлектрикам (нервная, соединительная, жировая, костная), образуются полярные молекулы (диполи), которые изменяют свою ориентацию с частотой колебания высокочастотного поля. За счёт вращения дипольных частиц в диэлектриках возникает ток смещения, а потери, связанные с преодолением вязкой среды вращающимися частицами, называют диэлектрическими потерями.
При воздействии УВЧ преобладают токи смещения, поле глубоко и почти без потерь проникает в ткани, плохо проводящие электрический ток. Основное же тепловыделение происходит за счёт токов проводимости, то есть омических потерь.
Под влиянием адекватных доз в организме возникают существенные изменения в органах и системах: усиливаются пролиферативные процессы соединительнотканных элементов. За счёт увеличения проницаемости стенок кровеносных капилляров усиливается поступление в очаг воспаления различных иммунных тел и других защитных клеток ретикулоэндотелиальной системы. Существенно усиливается кровоток и лимфообращение.
В основном УВЧ-терапия используется при воспалительных процессах.
В иностранной литературе аппараты УВЧ терапии называются ShortWave Therapy.

## Показания, противопоказания и опасности процедур

### Показания
- острые воспалительные процессы кожи и подкожной клетчатки (особенно гнойные).
- воспалительные заболевания опорно-двигательного аппарата.
- воспалительные заболевания лор-органов.
- воспалительные заболевания лёгких.
- гинекологические заболевания воспалительного характера.
- заболевания периферической нервной системы.
- воспалительные заболевания желудочно-кишечного тракта.

### Противопоказания
- злокачественные новообразования.
- сердечно-сосудистая недостаточность.
- заболевания крови.
- гипотоническая болезнь.
- беременность.
- наличие в тканях области воздействия инородных металлических предметов, в том числе кардиостимуляторов.
- высокая температура тела при ОРВИ и гриппе.
- острые состояния: лихорадка

### Опасности УВЧ-процедур
Нередко при УВЧ-процедурах могут возникать следующие опасные моменты:
- ожоги кожи (при соприкосновении металлической пластинки с кожей, использовании мокрой матерчатой прокладки)
- поражение электрическим током (при соприкосновении руки с проводами электродов)

Перед оперативными вмешательствами, диагностическими пункциями (например, верхнечелюстных пазух) УВЧ терапия не применяется, так как возникающая на длительное время гиперемия области воздействия приведёт к повышенной кровоточивости.
Нежелательно воздействовать на оба уха одномоментно, поскольку может наступить перевозбуждение дыхательного и сосудодвигательного центра продолговатого мозга с тяжёлым исходом.
Из-за стимуляции образования соединительной ткани, нежелательно длительно назначать УВЧ:
- при пневмонии, — риск пневмосклероза,
- при орхоэпидидимите — склерозирование семявыводящих протоков,
- после полостных операций — спаечная болезнь,
- при иридоциклите — образование спаек радужной оболочки.

Не проводят при свеженаложенной гипсовой повязке (2-3 часа), мокрой повязке на ране, наличии инородных металлических телах во внутренних органах, при накостном и компрессионно-дистракционном металлоостеосинтезе, имплантированном металлическом суставе и кардиостимуляторе.

## Методика
При проведении процедур УВЧ используют деревянную мебель (стул, кушетка). Диаметр конденсаторных пластин должен соответствовать зоне воздействия. Пластины располагают в одной плоскости, поперечно, продольно и тангенциально, с суммарным зазором не более 6 см (для уменьшения рассеивания энергии). Со стороны меньшего зазора энергия поля концентрируется в более поверхностных тканях. Для проведения УВЧ-индуктотермии индуктор с настроенным контуром располагают с зазором 0,5 см.
Дозирование воздействия ЭМП при УВЧ осуществляют по теплоощущению больного и выходной мощности аппарата (при условии настройки терапевтического контура в резонанс, о чём судят по интенсивности свечения неоновой лампы, внесенной в поле, и максимальному отклонению стрелки миллиамперметра). По теплоощущению различают 4 дозы:
- «без ощущения тепла» (выходная мощность 15—20 Вт для переносных. 40 Вт — для передвижных аппаратов);

- «легкое ощущение тепла» (соответственно 20—30 и 50—70 Вт);

- «отчётливое тепло» (соответственно 30—40 и 70—100 Вт);

- «выраженное ощущение тепла» (соответственно 40—70 и 100—150 Вт).

Импульсную УВЧ дозируют по средней выходной мощности аппарата от 4,5 до 18 Вт (от 4,5 до 18 кВт в импульсе). Продолжительность процедуры 5—15 мин. Курс лечения 10—15 процедур, проводимых ежедневно или через день.

## Аппараты УВЧ-терапии
Ранее во времена СССР, при проведении УВЧ-терапии использовались аппараты УВЧ-4, УВЧ-30, УВЧ-62 и УВЧ-66. Аппараты УВЧ-30 и УВЧ-66 по-прежнему применяются в физиотерапии, наряду с новыми аппаратами УВЧ-70 и УВЧ-80.

## Эффективность
Научных доказательств эффективности УВЧ-терапии недостаточно. Также в метаанализе от 2008 года при сращении переломов длинных костей значимого влияния (p=0.15) электромагнитной стимуляции (а к ней относится и УВЧ-терапия) не обнаружено.